# 450 av. J.-C.
Cette page concerne l'année 450 av. J.-C. du calendrier julien proleptique.

## Événements
- 3 juin (15 mai du calendrier romain) : à Rome, élection pour un an du second collège de Decemviri : Appius Claudius, M. Cornelius Maluginensis, M. Sergius, L. Minucius, Q. Fabius Vibulanus, Q. Poetelius, T. Antonius Merenda, C. Duillius, S. Opius Cornicen, M. Rabuleius. Ils sont encore au pouvoir aux ides de mai à la fin de leur mandat[1].

- Automne : le roi des Sicules Doukétios est battu par les syracusains à Nomae. Agrigente reprend Motyon et Doukétios se réfugie à Syracuse, d'où il est exilé à Corinthe[2]

- À Athènes, décret de reconstruction de l'Acropole. Les travaux sont financés par 5 000 talents prélevés sur le trésor de la Ligue (450/449)[3]. Début de la construction du Théséion, temple dédié probablement à Héphaïstos, et qui est terminé vers 440 av. J.-C.

## Naissances
- Alcibiade.
- Aristophane (vers 450-445 av. J.-C.).
- Euclide de Mégare.

## Décès en −450
- Cimon, stratège athénien.
- Épicharme poète comique, à Syracuse
- Parménide, philosophe de l’école d’Élée (né en −544)
- Bacchylide poète lyrique, à Céos.
- Héraclite, philosophe.